# Initiative populaire « pour plus de sécurité à l'intérieur des localités grâce à une vitesse maximale de 30 km/h assortie d'exceptions »
L'initiative populaire  « pour plus de sécurité à l'intérieur des localités grâce à une vitesse maximale de 30 km/h assortie d'exceptions » dite « Rues pour tous » est une initiative populaire fédérale suisse, rejetée par le peuple et les cantons le 4 mars 2001.

## Contenu
L'initiative propose de modifier l'article 37bis de la Constitution fédérale pour limiter la vitesse dans les localités à 30 km/h tout en prévoyant des dérogations accordées « dans les cas justifiés », tel que par exemple sur des routes principales.
Le texte complet de l'initiative peut être consulté sur le site de la Chancellerie fédérale.

## Déroulement

### Contexte historique
En application de l'article 37bis de la constitution qui donne à la Confédération la compétence législative en matière de véhicules, la loi fédérale sur la circulation est édictée le 19 décembre 1958 ; l'article 32 de cette loi fixe la première limitation de vitesse à 60 km/h dans les localités.
Cette limitation générale reste en vigueur jusqu'au 1er juillet 1980 lorsque la vitesse maximum autorisée est abaissée à 50 km/h à titre d'essai dans certaines localités spécifiques. Ce changement de limitation devient effectif pour l'ensemble des localités le 1er janvier 1984. Certains tronçons spécifiques peuvent, sur décision de l'autorité cantonale, être également plus fortement limités, en particulier à 30 km/h.
Entre 1986 et 1990, plusieurs interventions parlementaires sont déposées en faveur d'une limitation de la vitesse à 30 km/h en localité, sans toutefois aller jusqu'à demander cette limitation en général. En particulier, la conseillère nationale Susanne Leutenegger Oberholzer dépose une question au Conseil fédéral à ce sujet le 29 février 1988 ; en réponse, le gouvernement fait part de son intention de créer des zones d'essai limitées à 30 km/h.
L'association transports et environnement lance cette initiative en citant les chiffres de 210 morts et 17 000 blessés en 1999 dans des accidents de la route en localité et avec l'estimation selon laquelle 2/3 de ces accidents auraient été évités avec une limitation de vitesse de 30 km/h au lieu de 50 km/h.

### Récolte des signatures et dépôt de l'initiative
La récolte des 100 000 signatures nécessaires débute le 16 septembre 1997. Le 16 mars 1999, l'initiative est déposée à la Chancellerie fédérale, qui constate son aboutissement le 1er avril.

### Discussions et recommandations des autorités
Le Parlement et le Conseil fédéral recommandent le rejet de l'initiative. Dans son message aux Chambres fédérales, le gouvernement salue l'objectif de renforcer la sécurité routière dans les localités, de diminuer les atteintes à l'environnement et d'améliorer la qualité de vie des riverains. Il rejette en revanche la généralisation de la limitation à 30 km/h tout en préférant la création de zones spécifiques à vitesse limitées ; il s'oppose également au transfert de la compétence en matière de limitation de vitesse du Conseil fédéral au peuple.
Les recommandations de vote des partis politiques sont les suivantes : 
| Parti politique              | Recommandation |
| ---------------------------- | -------------- |
| Démocrates suisses           | non            |
| Parti chrétien-social        | oui            |
| Parti démocrate-chrétien     | non            |
| Parti évangélique            | oui            |
| Parti libéral                | non            |
| Parti de la liberté          | non            |
| Parti radical-démocratique   | non            |
| Parti socialiste             | oui            |
| Parti suisse du travail      | oui            |
| Union démocratique du centre | non            |
| Union démocratique fédérale  | non            |
| Les Verts                    | oui            |

### Votation
Le 4 mars 2001, l'initiative est refusée par la totalité des 20 6/2 cantons et par 79,7 % des suffrages exprimés. Le tableau ci-dessous détaille les résultats par canton :